# Campionati panamericani di badminton a squadre 2020
I Campionati panamericani di badminton a squadre 2020 si sono svolti a Salvador, in Brasile. È stata la 8ª edizione del torneo, organizzato dalla Badminton World Federation.

## Podi
| Evento           | Oro    | Argento     | Bronzo      |
| Torneo maschile  | Canada | Messico     | Stati Uniti |
| Torneo femminile | Canada | Stati Uniti | Brasile     |